# Aeropuerto Internacional Príncipe Said Ibrahim
El Aeropuerto Internacional Príncipe Said Ibrahim (IATA: HAH, OACI: FMCH) es un aeropuerto internacional ubicado en Moroni, Comoras.

## Aerolíneas y destinos
| Aerolíneas         | Destinos                       |
| ------------------ | ------------------------------ |
| AB Aviation        | Anjouan, Dar es Salaam, Moheli |
| Air Austral        | St Denis de la Réunion         |
| Air Madagascar     | Antananarivo                   |
| Ethiopian Airlines | Addis Abeba                    |
| EWA Air            | Dzaoudzi                       |
| Kenya Airways      | Nairobi                        |

## Accidentes
- El 27 de enero de 1968, un de Havilland DH-114 Heron 1B perteneciente a Air Comores que provenía del Aeropuerto Dar Es Salaam con destino al Aeropuerto Internacional Príncipe Said Ibrahim, se estrelló durante el aterrizaje, matando a 15 de los 16 ocupantes a bordo.[1]
- El 10 de marzo de 1981, un Breguet 1150 Atlantic de la Armada Francesa se estrelló durante una misión de patrulla sobre el Canal de Mozambique, muriendo sus 18 tripulantes.[2]
- El 23 de noviembre de 1996, el vuelo 961 de Ethiopian Airlines amerizo cerca de la isla después de un secuestro fallido e intento de aterrizaje en el aeropuerto por falta de combustible, matando a 125 de sus 175 pasajeros.[3]
- El 30 de junio de 2009, el vuelo 626 de Yemenia que provenía del Aeropuerto Internacional de Saná se estrelló en el mar durante el aterrizaje, falleciendo 152 de los 153 ocupantes.[4]
- El 27 de noviembre de 2012, un Embraer 120ER Brasilia de Inter Iles Air con 25 pasajeros y 4 tripulantes perdió altura después del despegue y se estrelló a unos 5 km al norte del aeropuerto. Los pescadores locales rescataron a todos a bordo. Solo hubo heridas leves.[5]